# Jeolla do Norte

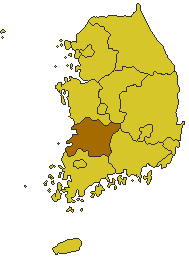
Localização de Jeolla Norte

Jeolla do Norte (em coreano 전라북도; 全羅北道; Jeollabuk-do) é uma província da Coreia do Sul, localizada no sudoeste do país. Na anterior forma de transliteração (sistema de McCune-Reischauer): Chŏllabuk-to. A forma abreviada do nome é Jeonbuk (전북; 全北), anteriormente Chŏnbuk.
A província foi criada em 1896, a partir da parte norte da antiga província de Jeolla (전라도; 全羅道; Jeolla-do). Jeolla Norte tem uma área de 8 051 km² e uma população de 1 890 669 habitantes (2000). A capital é a cidade de Jeonju (전주시; 全州市; Jeonju-si).

## Divisão administrativa
Jeolla do Norte se divide em 6 cidades (Si o Shi) e em 8 condados (Gun).

### Cidades
- Jeonju (전주시; 全州市—a capital da província).
- Gimje (김제시; 金堤市).
- Gunsan (군산시; 群山市).
- Iksan (익산시; 益山市).
- Jeongeup (정읍시; 井邑市).
- Namwon (남원시; 南原市).

### Condados
- Condado de Buan (부안군; 扶安郡).
- Condado de Gochang (고창군; 高敞郡).
- Condado de Imsil (임실군; 任實郡).
- Condado de Jangsu (장수군; 長水郡).
- Condado de Jinan (진안군; 鎭安郡).
- Condado de Muju (무주군; 茂朱郡).
- Condado de Sunchang (순창군; 淳昌郡).
- Condado de Wanju (완주군; 完州郡).